# La Turbie
La Turbie er en fransk kommune i departementet Alpes-Maritimes i den sydøstlige del af landet. Byen er mest kendt for Augustustrofæet eller Trophee des Alpes, som er et sejrsmonument rejst af Augustus og placeret på grænsen mellem Italien og Gallia Narbonensis. På bygningen er indskrevet alle de folkeslag, som Augustus havde besejret i området og den har derfor været en vigtig kilde for historikere, der har forsket i områdets historie.